# Selección de fútbol sala de Kazajistán
La selección de fútbol sala de Kazajistán es el equipo que representa al país en la Copa Mundial de fútbol sala de la FIFA, en la Eurocopa de fútbol sala y anteriormente en el Campeonato Asiático de Futsal; y es controlado por la Federación de Fútbol de Kazajistán.

## Estadísticas

### Copa Mundial de Futsal FIFA
| Copa Mundial de fútbol sala de la FIFA | Copa Mundial de fútbol sala de la FIFA | Copa Mundial de fútbol sala de la FIFA | Copa Mundial de fútbol sala de la FIFA | Copa Mundial de fútbol sala de la FIFA | Copa Mundial de fútbol sala de la FIFA | Copa Mundial de fútbol sala de la FIFA | Copa Mundial de fútbol sala de la FIFA |
| Año                                    | Ronda                                  | J                                      | G                                      | E                                      | P                                      | GF                                     | GC                                     |
| -------------------------------------- | -------------------------------------- | -------------------------------------- | -------------------------------------- | -------------------------------------- | -------------------------------------- | -------------------------------------- | -------------------------------------- |
| 2000                                   | Primera ronda                          | 3                                      | 0                                      | 0                                      | 3                                      | 8                                      | 24                                     |
| 2004                                   | No clasificó                           | No clasificó                           | No clasificó                           | No clasificó                           | No clasificó                           | No clasificó                           | No clasificó                           |
| 2008                                   | No clasificó                           | No clasificó                           | No clasificó                           | No clasificó                           | No clasificó                           | No clasificó                           | No clasificó                           |
| 2012                                   | No clasificó                           | No clasificó                           | No clasificó                           | No clasificó                           | No clasificó                           | No clasificó                           | No clasificó                           |
| 2016                                   | Octavos de final                       | 4                                      | 2                                      | 0                                      | 2                                      | 15                                     | 7                                      |
| 2021                                   | Cuarto lugar                           | 7                                      | 4                                      | 2                                      | 1                                      | 24                                     | 11                                     |
| 2024                                   | Cuartos de final                       | 5                                      | 3                                      | 1                                      | 1                                      | 18                                     | 9                                      |
| Total                                  | 4/9                                    | 19                                     | 9                                      | 3                                      | 7                                      | 65                                     | 51                                     |

### Eurocopa de Fútbol Sala
| Eurocopa de Fútbol Sala | Eurocopa de Fútbol Sala | Eurocopa de Fútbol Sala | Eurocopa de Fútbol Sala | Eurocopa de Fútbol Sala | Eurocopa de Fútbol Sala | Eurocopa de Fútbol Sala | Eurocopa de Fútbol Sala |
| Año                     | Ronda                   | J                       | G                       | E                       | P                       | GF                      | GC                      |
| ----------------------- | ----------------------- | ----------------------- | ----------------------- | ----------------------- | ----------------------- | ----------------------- | ----------------------- |
| 2005                    | No clasificó            | No clasificó            | No clasificó            | No clasificó            | No clasificó            | No clasificó            | No clasificó            |
| 2007                    | No clasificó            | No clasificó            | No clasificó            | No clasificó            | No clasificó            | No clasificó            | No clasificó            |
| 2010                    | No clasificó            | No clasificó            | No clasificó            | No clasificó            | No clasificó            | No clasificó            | No clasificó            |
| 2012                    | No clasificó            | No clasificó            | No clasificó            | No clasificó            | No clasificó            | No clasificó            | No clasificó            |
| 2014                    | No clasificó            | No clasificó            | No clasificó            | No clasificó            | No clasificó            | No clasificó            | No clasificó            |
| 2016                    | Tercer lugar            | 5                       | 3                       | 0                       | 2                       | 18                      | 13                      |
| 2018                    | Cuarto lugar            | 5                       | 2                       | 2                       | 1                       | 14                      | 9                       |
| 2022                    | Cuartos de final        | 4                       | 2                       | 1                       | 1                       | 17                      | 12                      |
| Total                   | 3/12                    | 14                      | 7                       | 3                       | 4                       | 49                      | 34                      |

### Campeonato Asiático de Futsal
| Campeonato Asiático de Futsal | Campeonato Asiático de Futsal | Campeonato Asiático de Futsal | Campeonato Asiático de Futsal | Campeonato Asiático de Futsal | Campeonato Asiático de Futsal | Campeonato Asiático de Futsal | Campeonato Asiático de Futsal |
| Año                           | Ronda                         | J                             | G                             | E                             | P                             | GF                            | GC                            |
| ----------------------------- | ----------------------------- | ----------------------------- | ----------------------------- | ----------------------------- | ----------------------------- | ----------------------------- | ----------------------------- |
| 1999                          | Tercer lugar                  | 5                             | 3                             | 0                             | 2                             | 17                            | 18                            |
| 2000                          | Subcampeón                    | 5                             | 3                             | 1                             | 1                             | 36                            | 16                            |
| 2001                          | Cuartos de final              | 5                             | 3                             | 1                             | 1                             | 24                            | 8                             |
| Total                         | 3/3                           | 15                            | 9                             | 2                             | 4                             | 77                            | 42                            |

## Récord ante otras selecciones
- Actualizado al 20 de febrero de 2016.

| Rival                | J  | G  | E  | P  | GF  | GA  | GD |
| -------------------- | -- | -- | -- | -- | --- | --- | -- |
| Andorra              | 2  | 2  | 0  | 0  | 5   | 2   |    |
| Armenia              | 1  | 0  | 1  | 0  | 2   | 2   |    |
| Azerbaiyán           | 4  | 1  | 0  | 3  | 12  | 26  |    |
| Bielorrusia          | 2  | 1  | 1  | 0  | 5   | 4   |    |
| Brasil               | 1  | 0  | 0  | 1  | 1   | 12  |    |
| Bulgaria             | 1  | 1  | 0  | 0  | 6   | 5   |    |
| China                | 1  | 0  | 0  | 1  | 4   | 5   |    |
| Croacia              | 2  | 1  | 0  | 1  | 5   | 7   |    |
| Chipre               | 3  | 3  | 0  | 0  | 17  | 6   |    |
| República Checa      | 2  | 1  | 0  | 1  | 7   | 7   |    |
| Georgia              | 6  | 5  | 0  | 1  | 17  | 11  |    |
| Hungría              | 1  | 0  | 0  | 1  | 1   | 5   |    |
| Irlanda              | 1  | 1  | 0  | 0  | 5   | 0   |    |
| Irán                 | 3  | 0  | 0  | 3  | 7   | 25  |    |
| Japón                | 4  | 1  | 2  | 1  | 14  | 14  |    |
| Kuwait               | 1  | 1  | 0  | 0  | 4   | 0   |    |
| Kirguistán           | 2  | 2  | 0  | 0  | 8   | 3   |    |
| Malta                | 1  | 1  | 0  | 0  | 13  | 0   |    |
| Tayikistán           | 3  | 3  | 0  | 0  | 26  | 8   |    |
| Malasia              | 2  | 2  | 0  | 0  | 12  | 4   |    |
| Guatemala            | 1  | 0  | 0  | 1  | 5   | 6   |    |
| Singapur             | 1  | 1  | 0  | 0  | 19  | 0   |    |
| Tailandia            | 1  | 1  | 0  | 0  | 4   | 3   |    |
| Corea del Sur        | 2  | 0  | 1  | 1  | 6   | 11  |    |
| Italia               | 2  | 1  | 0  | 1  | 5   | 9   |    |
| Inglaterra           | 1  | 1  | 0  | 0  | 5   | 2   |    |
| Eslovaquia           | 1  | 0  | 0  | 1  | 4   | 6   |    |
| Moldavia             | 1  | 0  | 1  | 0  | 1   | 1   |    |
| España               | 2  | 0  | 0  | 2  | 0   | 12  |    |
| Ucrania              | 4  | 0  | 2  | 2  | 8   | 11  |    |
| Rusia                | 3  | 0  | 0  | 3  | 2   | 11  |    |
| Uzbekistán           | 7  | 5  | 2  | 0  | 22  | 11  |    |
| Rumania              | 3  | 0  | 1  | 2  | 6   | 12  |    |
| Portugal             | 2  | 1  | 0  | 1  | 5   | 7   |    |
| Bosnia y Herzegovina | 3  | 3  | 0  | 0  | 17  | 5   |    |
| Eslovenia            | 1  | 0  | 1  | 0  | 2   | 2   |    |
| Francia              | 2  | 2  | 0  | 0  | 6   | 2   |    |
| Total                | 80 | 41 | 13 | 26 | 287 | 254 |    |